# Бріда
«Бріда» (порт. Brida) — відомий роман бразильського письменника Пауло Коельйо, виданий у 1990 році. В Україні переклад з'явився у 2010 році.

## Анотація
«Бріда» – роман одного з найвідоміших у світі авторів, який ще не друкувався українською мовою. Дивовижна і правдива історія молодої Бріди О’Ферн, майбутньої наставниці Традиції Місяця. В основі роману – улюблена для Коельйо ідея пошуку себе, своєї мети в житті. Коельйо устами своїх героїв говорить про віру та релігію, чаклунство та магію і, звичайно, про кохання. У цій історії, розказаній просто й радісно, чарівництво говорить мовою людського серця.